# Kamala Markandaya
Kamala Purnaiya (ಕಮಲಾ ಪೂರ್ಣಯ್ಯ en kannada, कमला पूर्णैया en marathi), devenue Kamala Taylor par son mariage, née le 23 juin 1924 à Mysore et morte le 16 mai 2004 à Londres, est une écrivaine et journaliste indienne écrivant en anglais sous le nom de Kamala Markandaya.

## Biographie
Kamala Markandaya naît en 1924 dans une famille de l'aristocratie brahmane sud-indienne, les Purnaiya (en) de Mysore. Son père occupant un poste de cadre supérieur dans les chemins de fer indiens, elle est amenée dans son enfance et son adolescence à le suivre, avec sa famille, dans ses différentes mutations ainsi que lors de ses voyages en Inde et à l'étranger (Europe, États-Unis), pour notamment visiter l'un de ses deux frères, étudiant en Angleterre. Installée à Bangalore, sa mère, lettrée mais dévote, fréquente à partir de 1945 l'ashram du guru Sathya Sai Baba.
Elle entame en 1940 des études d'histoire à l'université de Madras, que, dans les troubles conjoints de la Seconde Guerre mondiale et du mouvement de libération indien, elle abandonne pour se tourner vers l'écriture et le journalisme. Elle travaille pour un éphémère hebdomadaire progressiste local, officie un temps pour l'armée britannique en tant qu'agent de liaison, fait l'expérience de vivre dans un village rural traditionnel, et publie quelques articles dans des revues et journaux indiens, où paraissent également ses premières nouvelles.
Elle émigre au Royaume-Uni en 1948, s'installant à Londres où elle exerce divers métiers comme correctrice et secrétaire dans un cabinet d'avocat.
Elle épouse Bernard Taylor, un journaliste britannique (mort en 1986). De leur union naît en 1957 une fille, Kim Mira (par mariage Kim Oliver).
Son œuvre aborde les déchirements que vivent les Indiens aux prises avec le conflit entre valeurs indiennes et occidentales. Le plus célèbre de ses romans, le premier qu'elle publie et qui l'a révélée en tant qu'autrice à l'âge de 30 ans, est, en 1954, Le Riz et la Mousson (Nectar in a Sieve), qui devient un best-seller, traduit dans une dizaine de langues. Ses romans suivants connaîtront aussi le succès public et critique, et lui vaudront l'obtention de plusieurs prix littéraires. Elle subit pourtant une désaffection de son lectorat dans la seconde moitié des années 1970 et ne publiera plus rien de son vivant après l'échec de son dixième ouvrage, paru en 1982.
Elle meurt discrètement en 2004 à l'âge de 79 ans, à son domicile de Londres.

## Œuvre
- 1954 : Le Riz et la Mousson (Nectar in a Sieve), trad. Anne-Marie Soulac, Robert Laffont, 1956
- 1955 : Quelque secrète fureur (Some Inner Fury), trad. Anne-Marie Soulac, Robert Laffont, 1957
- 1960 : Les Sables chantants (A Silence of Desire), trad. Anne-Marie Soulac, Robert Laffont, 1961
- 1963 : Possession (Possession), trad. Anne-Marie Soulac, Robert Laffont, 1964
- 1966 : Une poignée de riz (A Handful of Rice), trad. Anne-Marie Soulac, Robert Laffont, 1967
- 1969 : La Montée des eaux  (The Coffer Dams), trad. S[ylvaine] Dubois, Robert Laffont, 1970 ; rééd. Le Grand Barrage, trad. Christine Raguet, Zoé, 2022
- 1972 :  Le Lépreux dans la ville (The Nowhere Man), trad. Rosine Fitzgerald, Robert Laffont, 1975
- 1973 : Two Virgins
- 1977 : The Golden Honeycomb
- 1982 : Pleasure City (paru sous le titre Shalimar aux États-Unis)
- 2008 : Bombay Tiger (posthume)